# Nolan Ryan
Lynn Nolan Ryan, Jr. (ur. 31 stycznia 1947) – amerykański baseballista, który występował na pozycji miotacza przez 27 sezonów w Major League Baseball.
Ryan podczas gry w szkolnej drużynie baseballowej Alvin Yellowjackets w latach 1963–1965, był obserwowany przez skautów zespołów MLB. W czerwcu 1965 podpisał kontrakt z New York Mets, w którym zadebiutował 11 września 1966 mając 19 lat. W 1969 zagrał w jednym meczu World Series, w których Mets pokonali faworyzowany Baltimore Orioles 4–1.
W grudniu 1971 w ramach wymiany zawodników przeszedł do California Angels. W 1972 po raz pierwszy wystąpił w Meczu Gwiazd i po raz pierwszy zaliczył najwięcej strikeoutów w lidze (w tej klasyfikacji zwyciężał jeszcze dziesięciokrotnie w latach 1973–1974, 1976–1979, 1987–1990). Po zakończeniu sezonu 1979 podpisał kontrakt jako wolny agent z Houston Astros. W 1981 i 1987  miał najlepszy w lidze wskaźnik ERA (1,69 i 2,76). W grudniu 1988 został zawodnikiem Texas Rangers.
22 sierpnia 1989 w meczu przeciwko Oakland Athletics zaliczył 5000. strikeout (jako jedyny miotacz w historii MLB przekroczył ten pułap), zaś 31 lipca 1991 w spotkaniu z Milwaukee Brewers zaliczył 300. wygraną w karierze. Karierę zawodniczą zakończył w 1993 w wieku 46 lat. Rozegrał najwięcej w historii MLB no-hitterów (7) i jest rekordzistą pod względem liczby zaliczonych strikeoutów (5714). W 1999 został uhonorowany członkostwem w Baseball Hall of Fame.
| Nagroda/wyróżnienie                    | Lata                                           | Źródło |
| 8× All-Star                            | 1972, 1973, 1975, 1977, 1979, 1981, 1985, 1989 | [ 3 ]  |
| Zwycięzca w World Series               | 1969                                           | [ 4 ]  |
| Major League Baseball All-Century Team |                                                | [ 7 ]  |
| Baseball Hall of Fame                  | od 1999                                        | [ 6 ]  |
| # 30 zastrzeżony przez Angels          | 1992                                           | [ 8 ]  |
| # 34 zastrzeżony przez Astros          | 1996                                           | [ 9 ]  |
| # 34 zastrzeżony przez Rangers         | 1996                                           | [ 8 ]  |